# Dom modlitwy przy ulicy Szerokiej 28 w Lublinie
Dom modlitwy Ajzyka Rozenfelda (Bożnica de Chassidim, Dom Jakowa Icchaka Horowitza-Szternfelda) – nieistniejący dom modlitwy znajdujący się w kamienicy w Lublinie przy nieistniejącej ulicy Szerokiej 28; centralne miejsce życia chasydzkiego w Lublinie w I połowie XIX w.

## Historia posesji
Pierwsza wzmianka na temat posesji przy ulicy Szerokiej 28 pochodzi z XVIII wieku. Pod koniec tego wieku w kamienicy, znajdującej się wówczas przy głównej ulicy dzielnicy żydowskiej w Lublinie, na pierwszym piętrze zamieszkał Jakub Izaak Horowic-Szternfeld (Jakub Icchak Horowitz, znany też jako Widzący z Lublina), chasydzki rabin, cadyk i przywódca ruchu chasydzkiego. W 1794 roku na tyłach posesji, w podwórzu, stanęła drewniana chasydzka bóżnica zwana Bożnicą Rebego (Bożnica de Chassidim); według Roberta Kuwałka był to pierwszy oficjalny dom modlitwy należący do chasydów w centralnej Polsce. Budynek mógł pomieścić kilkuset Żydów. Postać rabina przyciągała rzesze jego zwolenników, a jego synagoga, szczególnie pod koniec tygodnia, była oblegana przez miejscowych i przyjezdnych żydów. W jej wnętrzu znajdowała się obszerna biblioteka zawierająca wiele cennych ksiąg religijnych. Zimą znajdowali w niej schronienie starzy i bezdomni Żydzi, traktujący główną salę modlitewną jako przytułek . Kamienica była wówczas własnością Żydowskiej Gminy Wyznaniowej oraz Josefa, rabina w Tarczynie i Izraela, lubelskiego kupca, oraz Kopela Endelsberga i Mordka Rappaporta.
Na początku XIX wieku część kamienicy wraz z bożnicą nadal znajdowała się pod administracją miejscowej gminy żydowskiej. Pod koniec XIX wieku właścicielem posesji był Cukierfajn Lejba, następnie od 1915 Brochsztejn a w 1937 m.in. Helfman Hajna. W tych lata w budynku nadal funkcjonowała bożnica, a od ok. 1914 roku prywatny dom modlitwy Pinchesa Szechte i Ajzyka Rozenfelda. Bożnica, w której zawsze znajdował się minjan, w tym okresie służyła „modlących się w biegu”.

## Opis architektoniczny
W 1937 roku murowana kamienica, w której znajdowała się bożnica, miała trzy kondygnacje i nie była podpiwniczona. Znajdowało się w niej jedenaście izb o łącznej powierzchni 225 m²; część niezabudowana miała powierzchnię 51 m². Pomieszczenia mieszkalne były ogrzewane piecami kaflowymi. Z wewnętrznej klatki schodowej na kolejne piętra prowadziły drewniane schody. Frontowa część elewacji o długości ośmiu metrów podzielona była na trzy osie. W osi centralnej znajdowało się wejście do budynku, a nad nim, na pierwszym piętrze, znajdował się balkon. Na parterze domu znajdowała się piekarnia Mordejchaja, na wyższych piętrach mieszkania, a za piekarnią bożnica, do której wejście prowadziło przejście od uliczki przebiegającej od ulicy Szerokiej do ulicy Nadstawnej.     
Podczas likwidacji getta lubelskiego w 1942 roku wszystkie budynki na posesji nr 28 zostały wyburzone. Na ich miejscu w latach 50. wzniesiono nową kamienicę . Organizacja Lubelska w Nowym Jorku podjęła próbę zwrotu majątku w celu odbudowy synagogi, ale bezskutecznie.

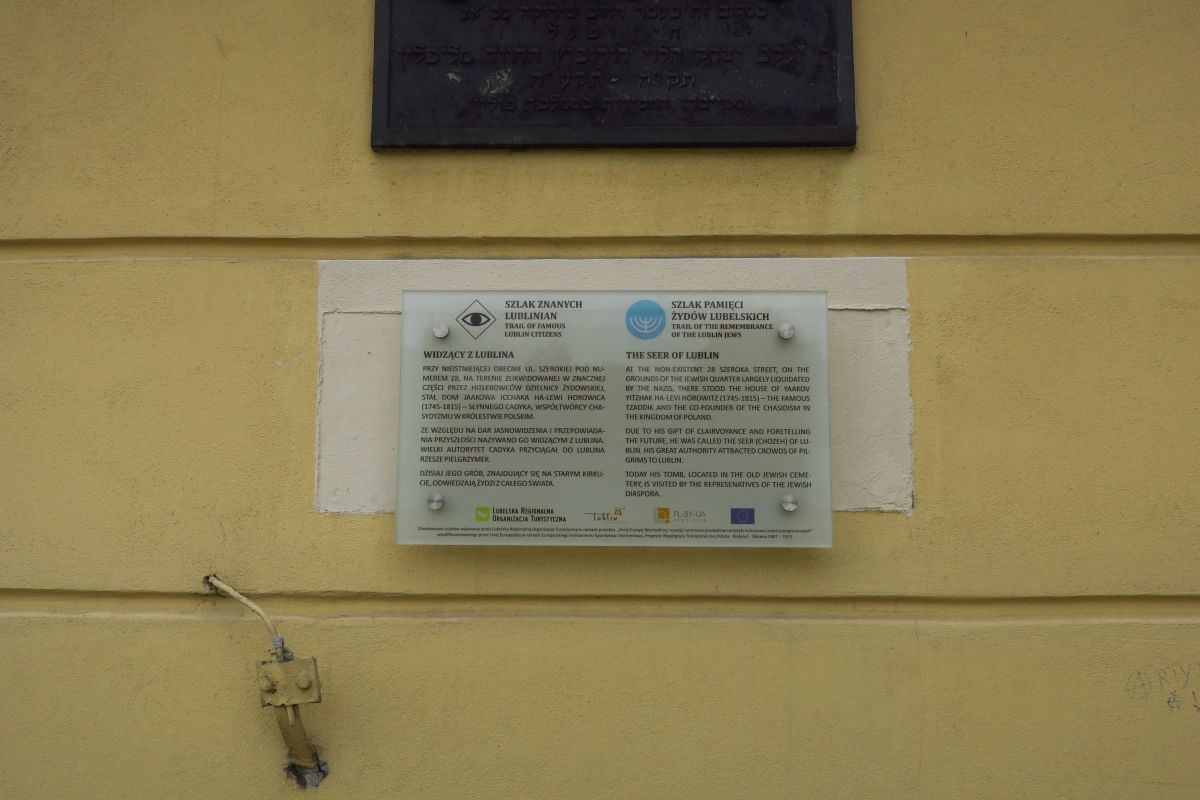
Tablica upamiętniająca postać Widzącego z Lublina

Obecnie synagogę oraz Widzącego z Lublina upamiętnia tablica pamiątkowa umieszczona na kamienicy znajdującej się przy placu Zamkowym 10.